# Callaïsperle
Callaïsperlen sind kleine Perlen aus grünen Mineralen, die zu den Grabbeigaben neolithischer Megalithgräber in bestimmten Regionen Frankreichs, Spaniens und Portugals gehören.

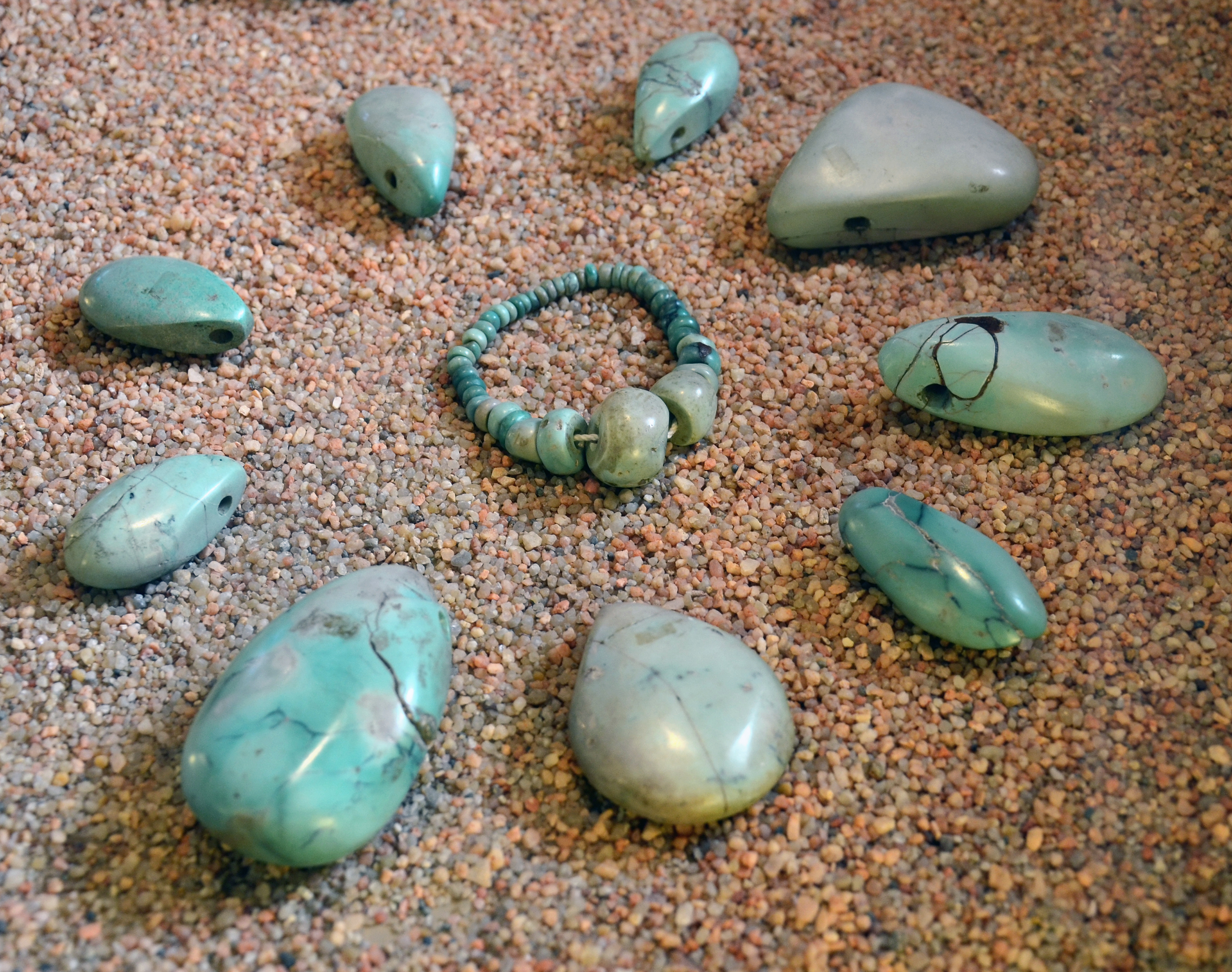
Callaïsperlen im Museum von Vannes

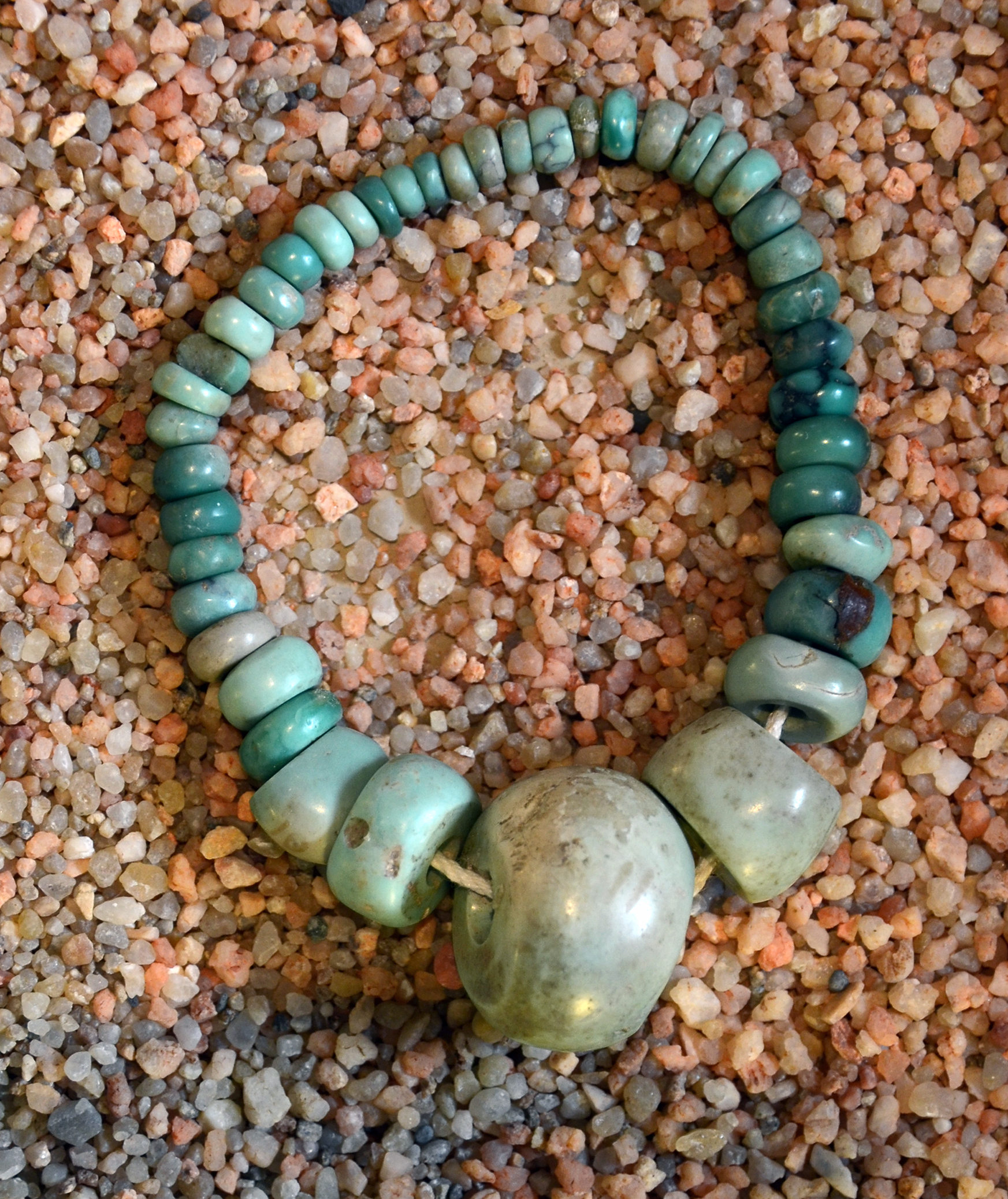
Callaïskette im Museum von Vannes

## Bezeichnung
Der französische Mineraloge Damour analysierte im Jahre 1864 eine Perle aus dem Grabhügel Mané-er-Hroëck bei Locmariaquer (Bretagne). Er gab dem Mineral den Namen Callaïs, in Anlehnung an den von Plinius dem Älteren in seiner Naturalis historia verwendeten Begriff Kalláïnos. Die Perle bestand aus Variscit. Im Allgemeinen bezog man die Bezeichnung von Plinius dem Älteren jedoch auf Türkis. So wurde auch in der deutschen Sprache der Begriff Kallait früher als Synonym für Türkis verwendet. In der Archäologie hat sich die Bezeichnung Callaïs für grüne Perlen aus Megalithanlagen bis heute gehalten.

## Material
Analysen in den 1970er Jahren haben ergeben, dass die mit Callaïs bezeichneten Perlen zum Teil aus Variscit, zum Teil aus Türkis, seltener auch aus Serizit, Malachit und wahrscheinlich weiteren Mineralen bestehen. Aus der Literatur ist also nicht eindeutig zu entnehmen, um welches Material es sich genau handelt. Bei allen Perlen, von denen noch keine Bestimmung des Materials vorliegt, muss daher die Bezeichnung Callaïs beibehalten werden.

## Verbreitung
Die Verbreitung der Callaïsperlen zeigt drei deutliche Schwerpunkte: die enge Region um Carnac in der Bretagne (Frankreich), Katalonien (Spanien) und der Südosten der Iberischen Halbinsel (Portugal und Spanien). In anderen Regionen sind sie wesentlich seltener.